# Ras El Ahmar
Ras El Ahmar (àrab: الرأس الأحمر, ar-Raʾs al-Aḥmar, ‘Cap Roig’) és un cap que marca la punta nord-oest de la regió de Cap Bon i de la governació de Nabeul, a Tunísia. La seva part sud forma un port natural on es troba la vila de Sidi Daoud, port pesquer i centre turístic, enfront de les illes Zembra i Zembretta.